# Péter Esterházy

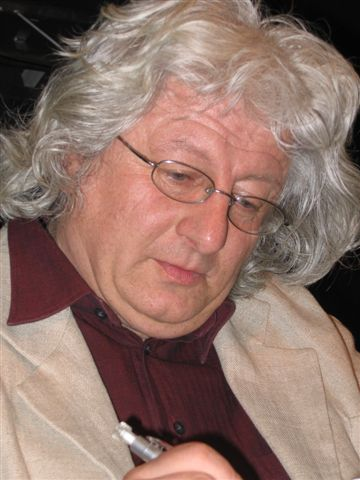
Péter Esterházy (Warschau, 2007)

Graaf Péter Esterházy van Galántha (Boedapest, 14 april 1950 – aldaar, 14 juli 2016) was een Hongaars schrijver van adellijke afkomst. Hij was de broer van oud-voetballer en schrijver Márton Esterházy.

## Leven
Péter Esterházy was een telg uit het eeuwenoude Hongaarse geslacht Esterházy. In het jaar van zijn geboorte werd de vermogende familie gedeporteerd door de ÁVH, de staatsveiligheidsdienst van de communistische Hongaarse Werkerspartij. Hij behaalde zijn schooldiploma in 1969 aan het gymnasium van een kloosterorde te Boedapest. In 1974 studeerde hij aan de Eötvös Loránd Universiteit af in wiskunde, waarna hij tot 1978 als wiskundige werkte. Sinds dat jaar was hij zelfstandig schrijver.
Esterházy geldt als een postmoderne schrijver. Hij wordt tot de belangrijkste hedendaagse Hongaarse literaire auteurs gerekend. Zijn stijl kenmerkt zich door speelsheid, intertekstualiteit en humor. Fictie en feiten lopen voortdurend door elkaar en vermengen zich op zulk een geraffineerde wijze dat men ze niet meer kan onderscheiden. Zijn verhouding tot andere schrijvers is tweeslachtig: langs de ene kant bewijst hij hun in zijn werk vaak een eer, langs de andere kant speelt hij met hen (vaak door middel van intertekstualiteit).
Hij won vele literaire prijzen, waaronder de Hongaarse Literatuurprijs, de Grinzane-Cavour prijs en de Vredesprijs van de Duitse Boekhandel.
Zijn magnum opus Harmonia Caelestis (2000) is zowel een geschiedenis van zijn familie (waarbij waarheid en verzinsel door elkaar worden gegooid) als een lofzang op zijn vader in mozaïekvorm (572 hoofdstukken).
In 2002 paste hij deze lovende visie aan in een "Verbeterde Editie", omdat hij, vlak nadat Harmonia Caelestis was gereedgekomen, ontdekte dat zijn vader bij de geheime dienst had gewerkt en zelfs een rapport over zijn eigen zoon had opgesteld.
Hij overleed op 66-jarige leeftijd aan alvleesklierkanker.

### Romans
- 2010 · Esti.
- 2008 · Semmi művészet.
- 2007 · Rubens és a nemeuklideszi asszonyok.
- 2006 · Utazás a tizenhatos mélyére (Reis naar het einde van het strafschopgebied).
- 2003 · A szabadság nehéz mámora.
- 2002 · Javított kiadás (Verbeterde editie).
- 2000 · Harmonia caelestis.
- 1996 · Egy kék haris.
- 1995 · Egynő (Een vrouw).
- 1994 · Búcsúszimfónia.
- 1994 · Egy kékharisnya följegyzéseiből.
- 1993 · Élet és irodalom. (Een verhaal, twee verhalen, samen met het werk Jegyzőkönyv van Imre Kertész).
- 1993 · A vajszínű árnyalat. (met András Szebeni).
- 1993 · Egy nő (met Ferenc Banga).
- 1991 · Az elefántcsonttoronyból.
- 1991 · Hahn-Hahn grófnő pillantása (Stroomafwaarts langs de Donau).
- 1990 · Hrabal könyve.
- 1989 · Biztos kaland. (met Balázs Czeizel).
- 1988 · A kitömött hattyú.
- 1987 · Csokonai Lili: Tizenhét hattyúk.
- 1986 · Bevezetés a szépirodalomba.
- 1985 · A szív segédigéi (De hulpwerkwoorden van het hart).
- 1984 · Daisy. (Libretto).
- 1984 · Kis magyar pornográfia (Kleine Hongaarse pornografie. Inleiding tot de belletrie).
- 1983 · Fuharosok.
- 1982 · Ki szavatol a lady biztonságáért?
- 1981 · Függő.
- 1979 · Termelési-regény (Productieroman).
- 1977 · Pápai vizeken ne kalózkodj.
- 1976 · Fancsikó és Pinta.